# Fire Emblem: Shadow Dragon & the Blade of Light
Fire Emblem: Shadow Dragon & the Blade of Light (ファイアーエムブレム 暗黒竜と光の剣?, Faiā Emuburemu: Ankoku Ryū to Hikari no Tsurugi, lett. "Fire Emblem: Il drago oscuro e la spada di luce") è un videogioco di ruolo sviluppato da Intelligent Systems e pubblicato nel 1990 da Nintendo per Nintendo Entertainment System. Primo titolo della serie di videogiochi strategici Fire Emblem, il titolo è stato convertito per Nintendo 3DS, Wii e Wii U, ma esclusivamente per il mercato giapponese.
Il gioco ha ricevuto una localizzazione in lingua inglese per Nintendo Switch in occasione del trentennale della serie. Il protagonista Marth era già stato incluso come personaggio giocante in Super Smash Bros. Melee, data la sua popolarità in Giappone.

## Trama
Marth è il principe di Altea, ed è il diretto discendente dell'eroe Altis. A seguito di un attacco a sorpresa dell'impero di Dolua, che ha tradito Altea, suo padre Cornelius viene ucciso dalla magia nera del Prete Oscuro Gharnef,  e sua sorella Elice viene rapita. Così, a quattordici anni, Marth fugge in esilio nella nazione alleata di Talys, dove rimane per due anni.
Grazie all'aiuto del fedele Jagen, Paladino di Corte, della Principessa Talisiana Shiida, ed altri numerosi personaggi, Marth comincia a viaggiare per il mondo, alla ricerca della leggendaria Spada Sacra Falchion, e del Fire Emblem, ora in mano al nemico, unico oggetto in grado di fargli usare la Falchion.
Marth, dopo lunghe e dolorose battaglie, riuscirà finalmente ad uccidere Garnef ed il Drago Oscuro, resuscitato grazie alla magia nera. In seguito riuscirà a salvare la sorella.

## Modalità di gioco
Il gameplay del gioco e della serie è basato sulla strategia a turni: ci sono diverse unità nell'esercito di Marth, ciascuna con i suoi ruoli, le sue armi e le sue statistiche. Ogni unità ha anche le sue caselle di movimento, per cui cavalli e pegasi possono muoversi lontano e questi ultimi possono attraversare terreni come montagne e l'acqua senza penalità, ma i maghi e gli armigeri hanno bassa gamma di movimento. Quando tutte le unità del giocatore, in blu, si sono mosse, si muoveranno quelle del nemico, in rosso. Le unità perdono PS se vengono colpite, e moriranno se li esauriscono. In particolare, Marth è il Lord, ossia il leader dell'esercito, per cui se muore, la battaglia andrà persa e sarà Game Over. Per vincere il capitolo, bisogna sconfiggere il boss e conquistare punti specifici come un trono usando Marth. Ogni volta che un personaggio prende parte a una battaglia o cura un alleato (se è un sacerdote o un chierico), otterrà punti esperienza, e ne otterrà ancora di più se uccide un nemico. A 100 punti esperienza, l'unità sale di livello, aumentando delle statistiche a caso, e la percentuale della possibilità che aumentino determinate statistiche varia in base all'unità e ai suoi punti di forza. Tramite oggetti particolari, delle unità di determinate classi, ossia i clerici, sacerdoti e maghi, i fantini, i cavalieri pegaso, gli arcieri e i possono promuovere, ossia passare a una classe più potente, con vari benefici. Marth non può promuovere, tuttavia.

## Adattamento OAV
Il gioco si è reso spunto per una serie OAV di soli 2 episodi. Ufficialmente gli OAV sono in giapponese, inglese e Italiano - doppiaggio svolto nel 2001, diritti acquisiti da Dynamic Italia.

### Doppiatori
Mars Rowel (マルス?, Marusu)
Doppiato da: Hikaru Midorikawa (ed. giapponese), Massimo Di Benedetto (ed. italiana)
Sheeda (シーダ?, Shīda)
Doppiata da: Sakura Tange (ed. giapponese), Jenny De Cesarei (ed. italiana)
Jeygan (ジェイガン?, Jeigan)
Doppiato da: Seizo Katō (ed. giapponese), Riccardo Rovatti (ed. italiana)
Cornelius (コーネリウス?, Kouneriusu)
Doppiato da: Akio Otsuda (ed. giapponese), Gianfranco Gamba (ed. italiana)
Elis (エリス?, Erisu)
Doppiata da: Sumi Shimamoto (ed. giapponese), Debora Magnaghi (ed. italiana)
Garnef (ガーネフ?, Garnef)
Doppiato da: Takeshi Aono (ed. giapponese), Mario Scarabelli (ed. italiana)
Gazak (ガザック?, Gazakku)
Doppiato da: Ryōtarō Okiayu (ed. giapponese), Patrizio Prata (ed. italiana)
Navahl (ナバール?, Nabāru)
Doppiato da: Takehito Koyasu (ed. giapponese), Tony Fuochi (ed. italiana)
Lena (レナ?, Rena)
Doppiata da: Michiko Neya (ed. giapponese), Emanuela Pacotto (ed. italiana)
Julian (ジュリアン?, Jurian)
Doppiato da: Kappei Yamaguchi (ed. giapponese), Simone D'Andrea (ed. italiana)
Heinan (ハイナン?, Hainan)
Doppiato da: Nobuyuki Hiyama (ed. giapponese), Mario Zucca (ed. italiana)
Oguma (オグマ?)
Doppiato da: Jūrōta Kosugi (ed. giapponese), Pino Pirovano (ed. italiana)